# Vringelirövarna
Vringelirövarna är varandra näraliggande sjöar i Laxå kommun i Västergötland och ingår i Motala ströms huvudavrinningsområde. Vringelirövarna ligger i Tivedens nationalpark (västra) Natura 2000-område och skyddas av habitat- och fågeldirektivet.
- Vringelirövarna (Tiveds socken, Västergötland, 651200-142911), sjö i Laxå kommun, 58°43′28″N 14°34′53″Ö / 58.7245°N 14.5815°Ö (0,2 ha)
- Vringelirövarna (Tiveds socken, Västergötland, 651202-142906), sjö i Laxå kommun, 58°43′29″N 14°34′50″Ö / 58.7247°N 14.5806°Ö (0,2 ha)